# Stavder
Stavder är en småort i Värö socken i Varbergs kommun, Hallands län.